# 독성쇼크증후군
독성쇼크증후군(영어: toxic shock syndrome, TSS)은 외독소에 의해 발생하는 질환이다. 증상에는 발열, 발진, 피부 벗겨짐, 저혈압 등이 있다. 또, 이러한 증상에는 유선염, 괴사성 근막염, 폐렴과 같은 특정한 기반 감염병과 관련이 될 수 있다.
화농성연쇄상구균 또는 황색포도상구균 유형의 세균에 의해 발병하지만 다른 균에 의해서도 발병이 가능하다.
정맥 주사, 항생물질 투여 등의 방법으로 치료가 진행된다.

## 같이 보기
- 외독소